# Maserati
För Maseratis formel 1-stall, se Maserati F1.
Maserati, Officine Alfieri Maserati SpA, är ett italienskt bilmärke för lyxbilar. Företaget grundades 1914 i Bologna, högkvarteret ligger sedan 1940 i Modena. Maserati tillverkar GT-vagnar och stora sedaner (Quattroporte).

## Historik

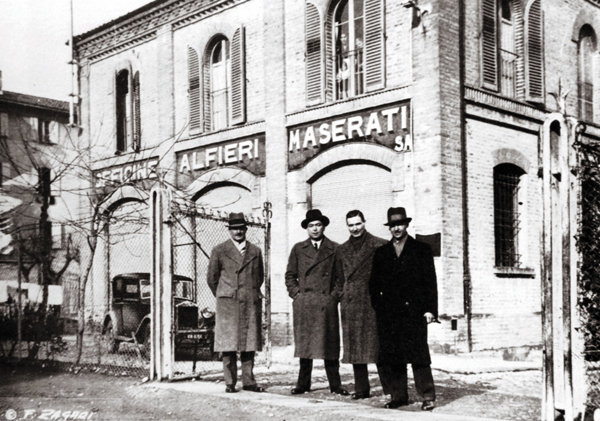
Fyra Maserati-bröder

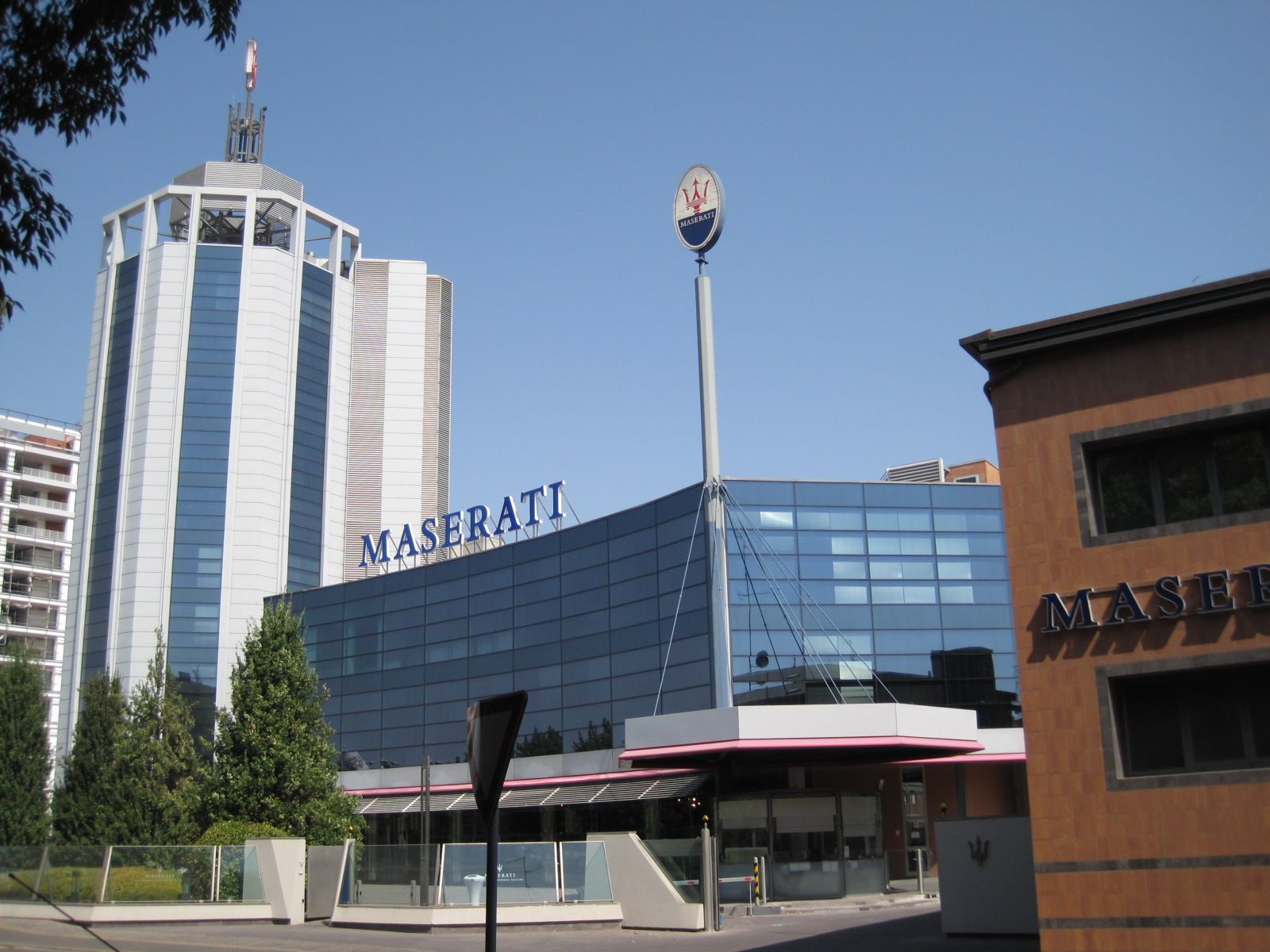
Maseratis huvudkontor i Modena, Italien.

Maserati grundades av Alfieri Maserati och tre av hans bröder. Den äldsta brodern Carlo hade tidigare tagit steget till fordonsindustrin. Carlo hade efter en period på Fiat arbetat på Isotta Fraschini och där engagerat sin yngre bror Alfieri. Under sin tid på Fiat som testpilot utvecklade Carlo en motor och satte samman med ett trächassi. Carlo Maserati avled i en lungsjukdom 1910 när han höll på att bygga upp en flygplanstillverkning. Alferi Maserati flyttade till Bologna och startade en serviceverkstad för Isotta Fraschini. Företaget Società Anonima Officine Alfieri Maserati grundades 1914 i Bologna av Alfieri Maserati och hans bröder Bindo, Ettore och Ernesto blev efterhand engagerade i företaget. En stor framgång blev utvecklingen av tändstift.
Alfieri började efter första världskriget att jobba som mekaniker och förare åt Diatto, en italiensk biltillverkare. Alfieri formgav bilar åt Diatto fram till 1926, då han slutade och tillverkade sin allra första helt egenkonstruerade bil: Maserati Typ 26. Maseratis symbol treudden är baserad på Neptunfontänen på Piazza Maggiore i Bologna. 
1932 dog Alfieri Maserati men de kvarvarande bröderna fortsatte att bygga framgångsrika racingbilar. Under säsongen 1933 bröt Tazio Nuvolari med Alfa Romeo och gick över till Maserati men efter säsongen 1934 drog sig Maserati ur grand prix-racingen. 1933 lanserade Maserati modellen 8C/8CM med ett av världens första hydrauliska bromssystem.  1937 sålde bröderna Maserati sålde företaget till Adolfo Orsi. I samband med försäljningen skrev de på ett tio årskontrakt med Orsi och arbetade kvar i firman fram till 1947. 1940 flyttade verksamheten till Modena.Maserati tävlade bland annat i formel 1 under 1950-talet. Säsongen 1957 blev den argentinske föraren Juan Manuel Fangio världsmästare i formel 1 i en Maserati 250F. Se vidare Maserati F1.
1946 började tillverkning av modeller att använda på gatan. Maserati A6 var Maseratis första försök att bygga en sportbil för landsvägen. Dittills hade företaget bara byggt tävlingsvagnar, för det egna stallet och för de privatpersoner som hade råd att ägna sig åt motorsport. A6:an byggde på och utvecklades med de rena tävlingsvagnarna A6GCS och A6GCM. Serieproduktionen tog fart med Maserati 3500GT som presenterades 1957 med kaross från Touring. 3500 GT var också den första italienska bilen med direktinsprutning. 1963 kom den första versionen av företagets lyxiga Maserati Quattroporte och Gran Turismo Mistral.

### Citroën  och de Tomaso

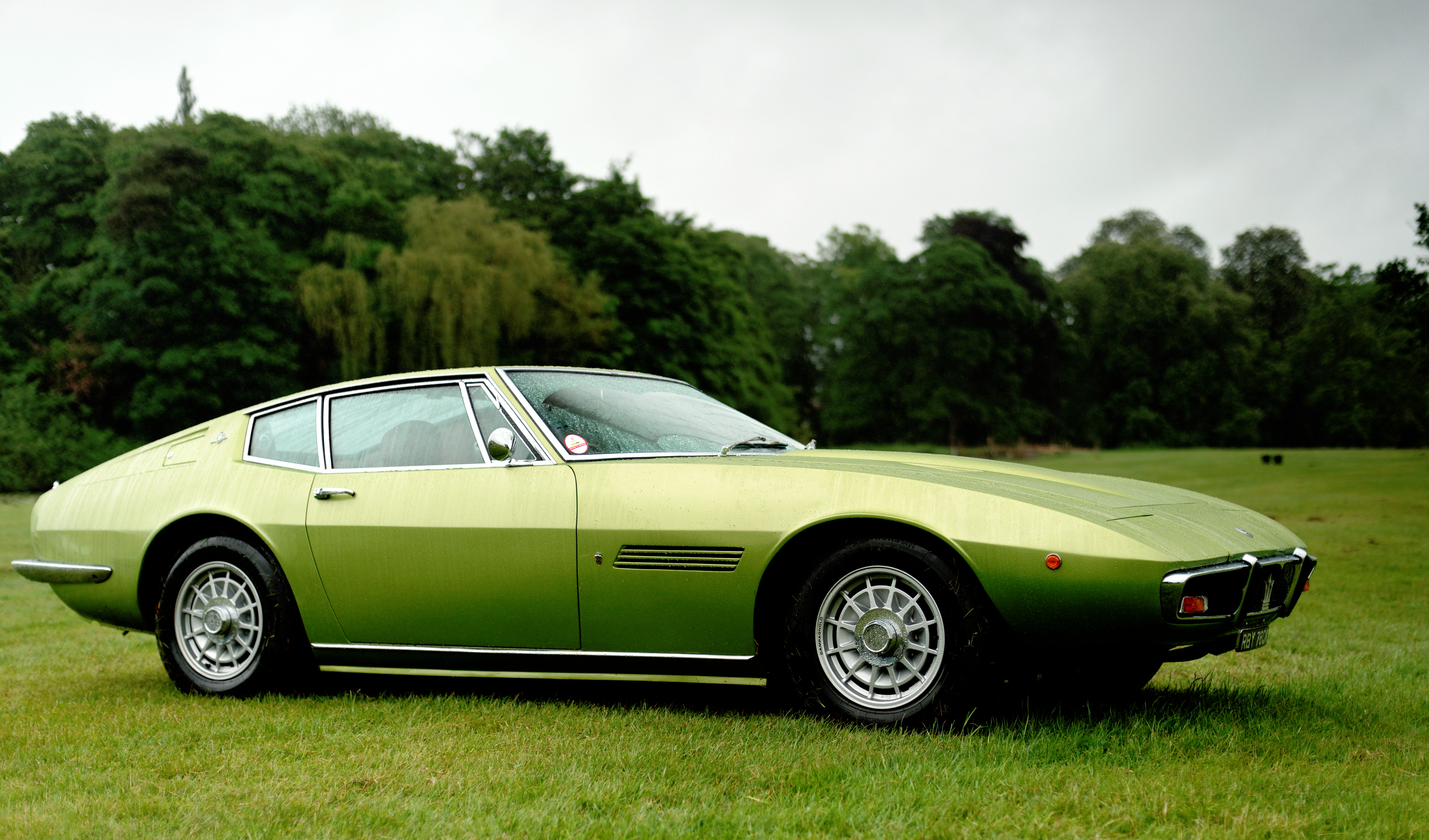
Maserati Ghibli

För att öka de ekonomiska resurserna för att utveckla nya modeller, blev Maserati ett dotterbolag till Citroën i december 1967 då bolaget köpte 60 procent av det från familjen Orsi. 1971 blev Citroën ensam ägare. Maserati låg bakom skapandet av Citroën SM vilket betyder "Serie Maserati." Förutom SM skapade Maserati fyra nya modeller (bland annat Bora, Merak och Khamsin) men försäljningen var mycket blygsam - mindre än 4000 enheter under denna period. En del av Maseratis bilar från denna period fick bromsar och dylikt från Citroën. Stora finansiella problem följde för båda bolagen under oljekrisen under tidigt 1970-tal vilket ledde till att Citroën gick samman med Peugeot. Maserati förklarades bankrutt. Maserati såldes till Alejandro de Tomaso och det italienska statsföretaget Gestione Partecipazioni Industriali (Gepi) 1975.
Ägaren Alejandro de Tomaso bestämde att företaget skulle sluta bygga stora, dyra Gran turismo-vagnar i några hundratal exemplar om året och att Maserati istället skulle satsa på små sportiga bilar i tvålitersklassen. BMW:s 3-serie var en förebild. Den nya bilen Maserati Biturbo använde en vidareutvecklad version av V6-motorn från Merak. Biturbon blev en succé för Maserati och man sålde fler än 5 000 exemplar årligen de första åren.
1984 köpte Chrysler fem procent av bolaget och ett samriskföretag skrevs under av De Tomaso och Chrysler-chefen Lee Iacocca. Maserati brottades med stora förluster och vände sig till Fiat för att rädda bolaget.

### Fiat och Ferrari

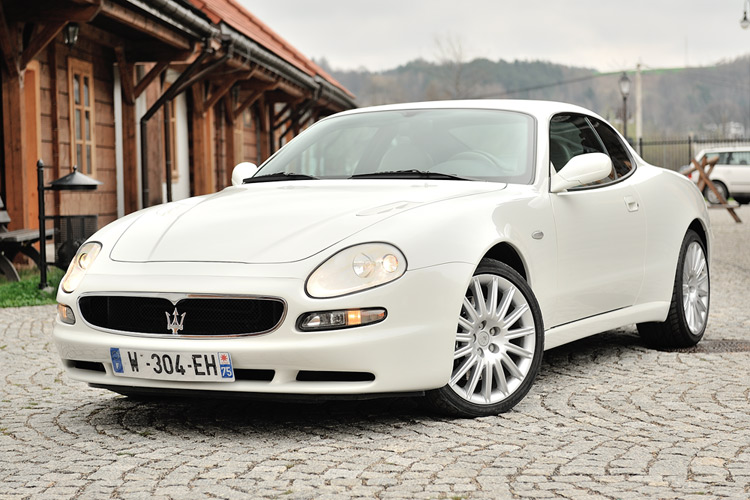
Maserati 3200 GT

1989 gick Fiat in som delägare i Maserati. År 1993 såldes De Tomaso sin andel av Maserati till Fiat och 1997 sålde Fiat 50% av Maserati till sitt dotterbolag Ferrari. År 1999 övergick bolaget helt i Ferraris regi. Maserati 3200GT den första Maseratin som presenterades efter att Ferrari tagit över företaget och moderniserat hela fabriken. Det var också den första helt nya modellen på över femton år och inte bara en ny variant på Biturbo. Utseendet uppdaterades radikalt av Giorgetto Giugiaro, och Maserati gick tillbaka till rundare former. Extra utmärkande för 3200 är de bumerangformade bakljusen. 
2005 blev Maserati och Alfa Romeo en gemensam division inom Fiat. Sedan 2014 ingår Maserati i Fiat Chrysler Automobiles.

## Modeller

### Aktuella modeller

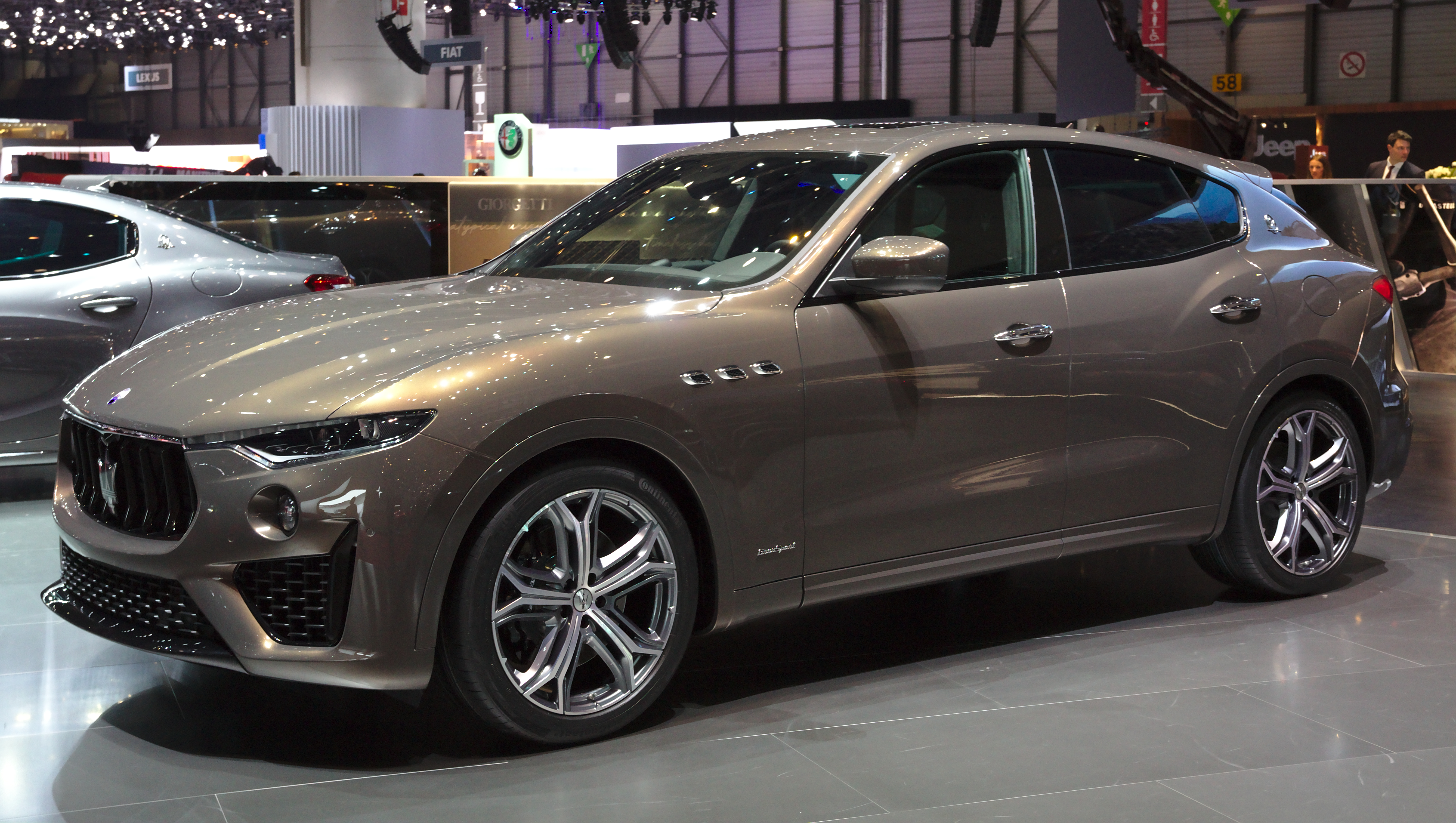
Maserati Levante

- Maserati Quattroporte (2013–)
- Maserati GranTurismo (2007-)
- Maserati GranCabrio (2010-)
- Maserati Ghibli (2013-)
- Maserati Levante (2016-)

### Historiska modeller

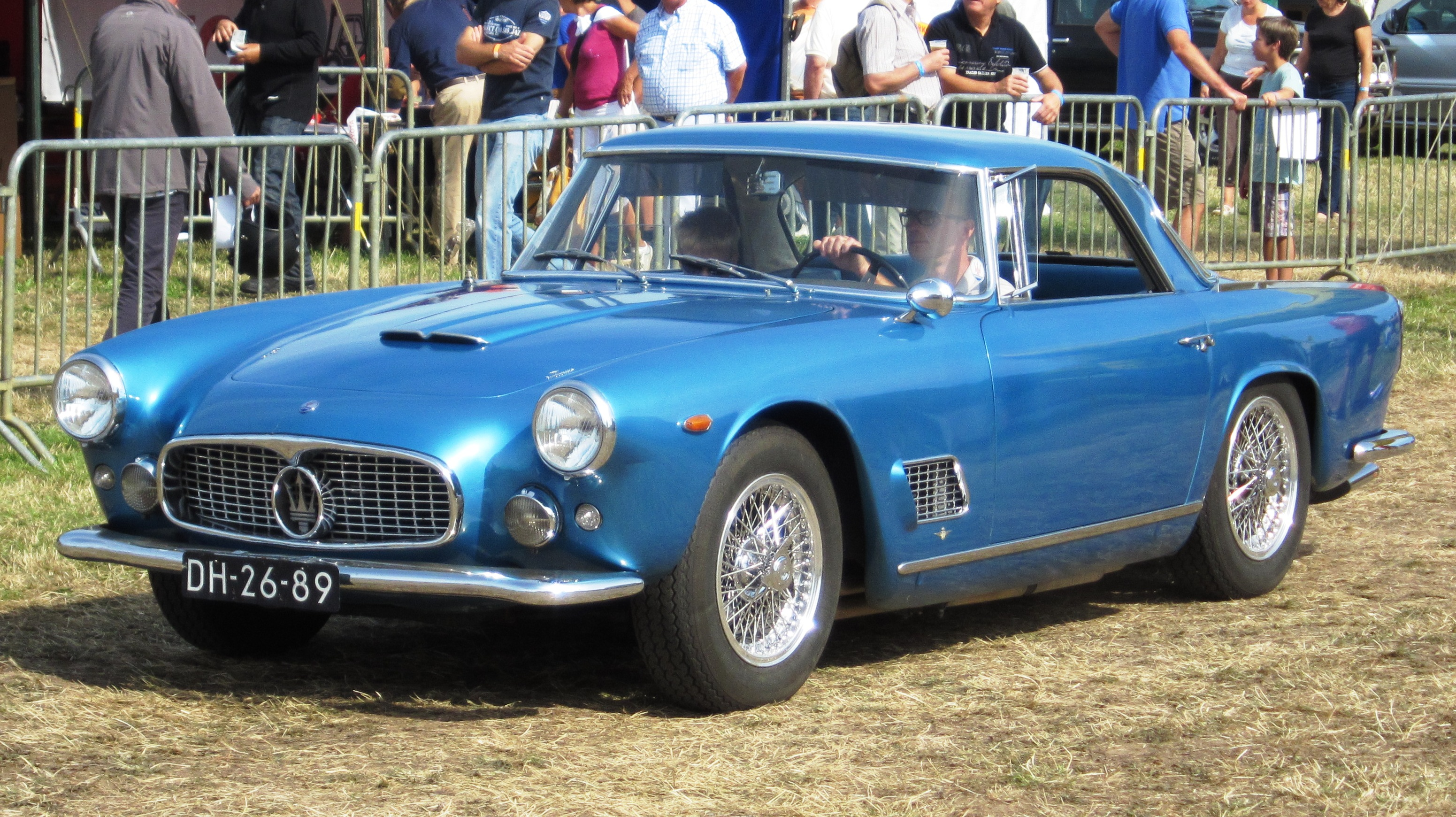
Maserati 3500GT.

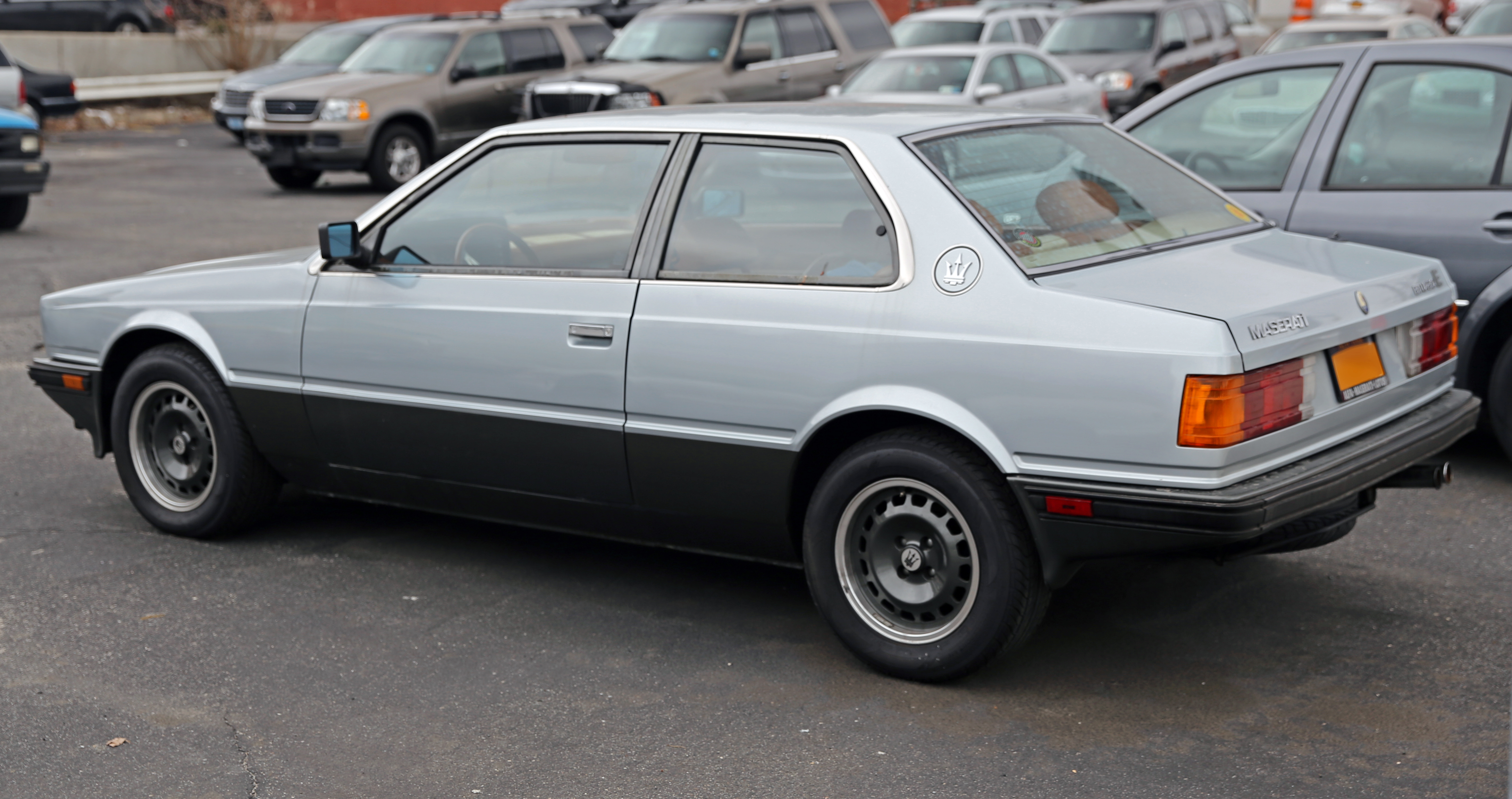
Maserati Biturbo

- Maserati A6 (1946-57)
- Maserati 3500GT (1957-64)
- Maserati 5000GT (1959-64)
- Maserati Quattroporte (1963-2000)
- Maserati Mistral (1963-69)
- Maserati Sebring (1964-69)
- Maserati Mexico (1966-73)
- Maserati Ghibli (1966-73)
- Maserati Indy (1968-74)
- Maserati Bora (1971-80)
- Maserati Merak (1972-83)
- Maserati Khamsin (1974-83)
- Maserati Kyalami (1976-82)
- Maserati Biturbo (1982-94)
- Maserati Karif (1988-93)
- Maserati Shamal (1989-96)
- Maserati Ghibli II (1992-97)
- Maserati 3200GT (1998-2002)
- Maserati Coupe & Spyder (2002-07)
- Maserati MC12 (2004-06)

Smash

### Tävlingsbilar

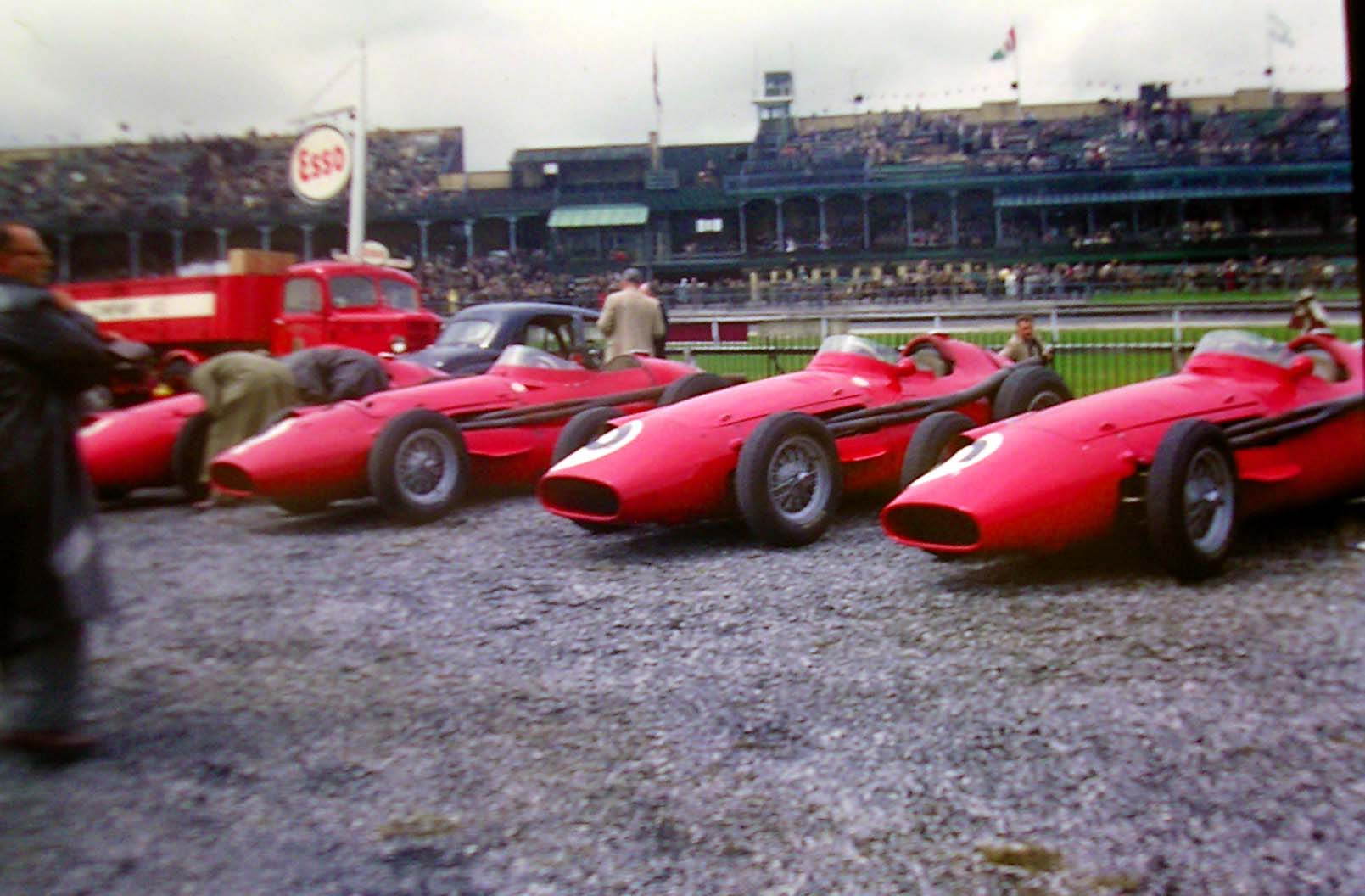
Formel 1-stallets Maserati 250F 1957.

- Maserati Tipo 26 (1926-32)
- Maserati Tipo V4 (1929-32)
- Maserati 4C (1931-38)
- Maserati 8C (1932-50)
- Maserati 6C (1934-46)
- Maserati V8RI (1935-36)
- Maserati A6GCS (1947-55)
- Maserati 4CLT (1948-50)
- Maserati A6GCM (1951-53)
- Maserati 250F (1954-57)
- Maserati 150S (1955-57)
- Maserati 300S (1955-57)
- Maserati 450S (1956-59)
- Maserati 420M (1958)
- Maserati Birdcage (1959-61)
- Maserati Tipo 63 (1961-65)
- Maserati Tipo 151 (1962-65)
- Maserati Barchetta (1991-92)

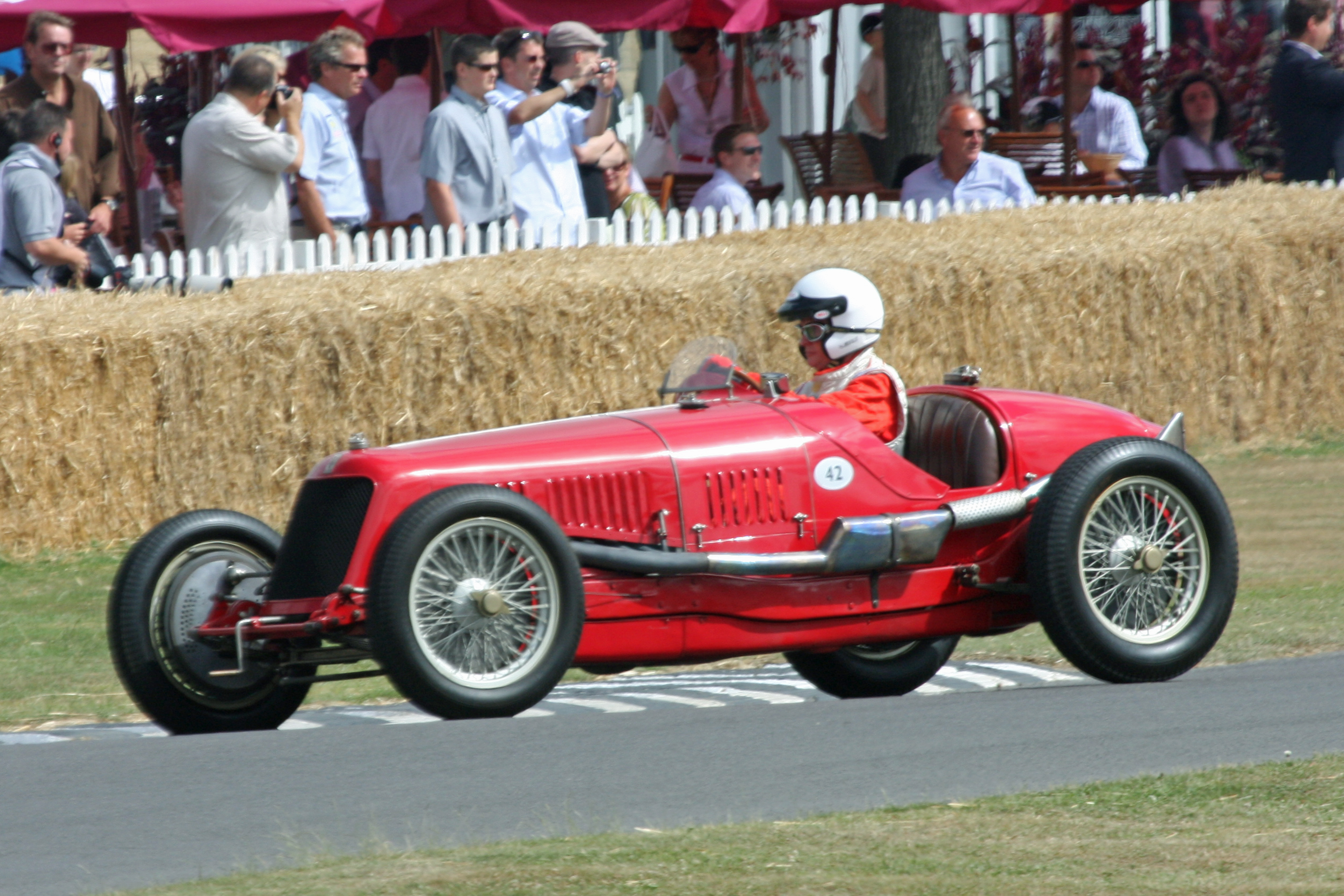
Maserati 8C
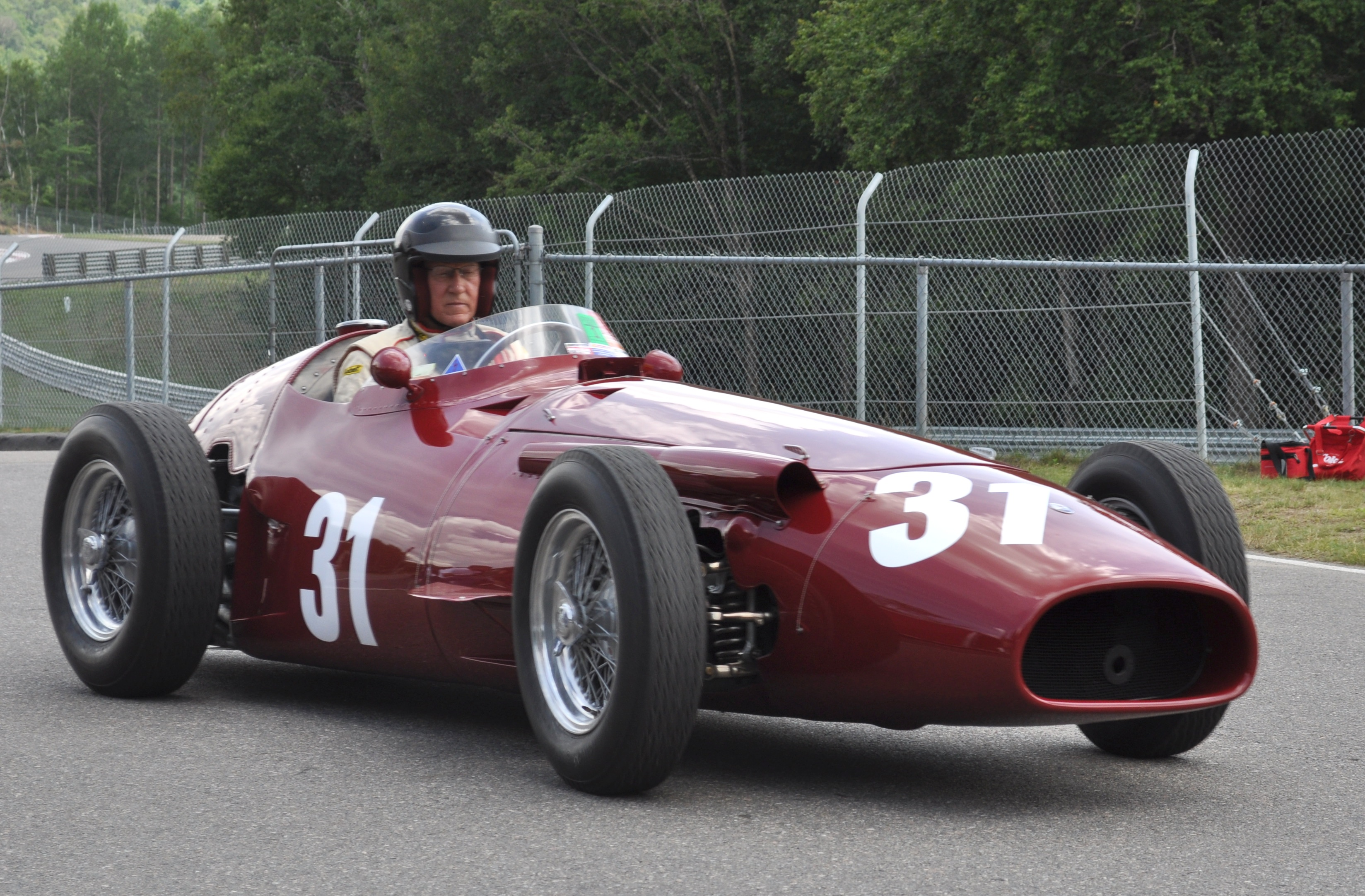
Maserati 250F
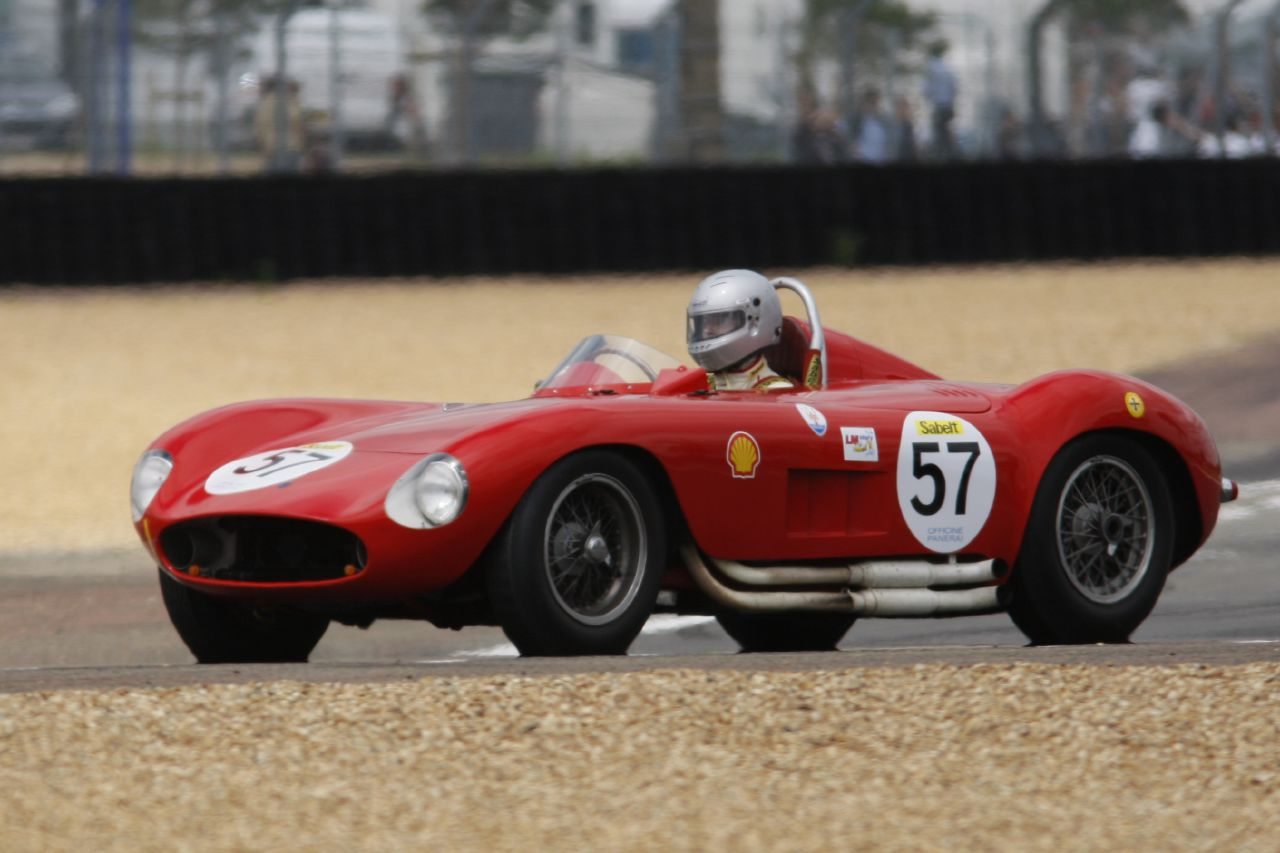
Maserati 300S
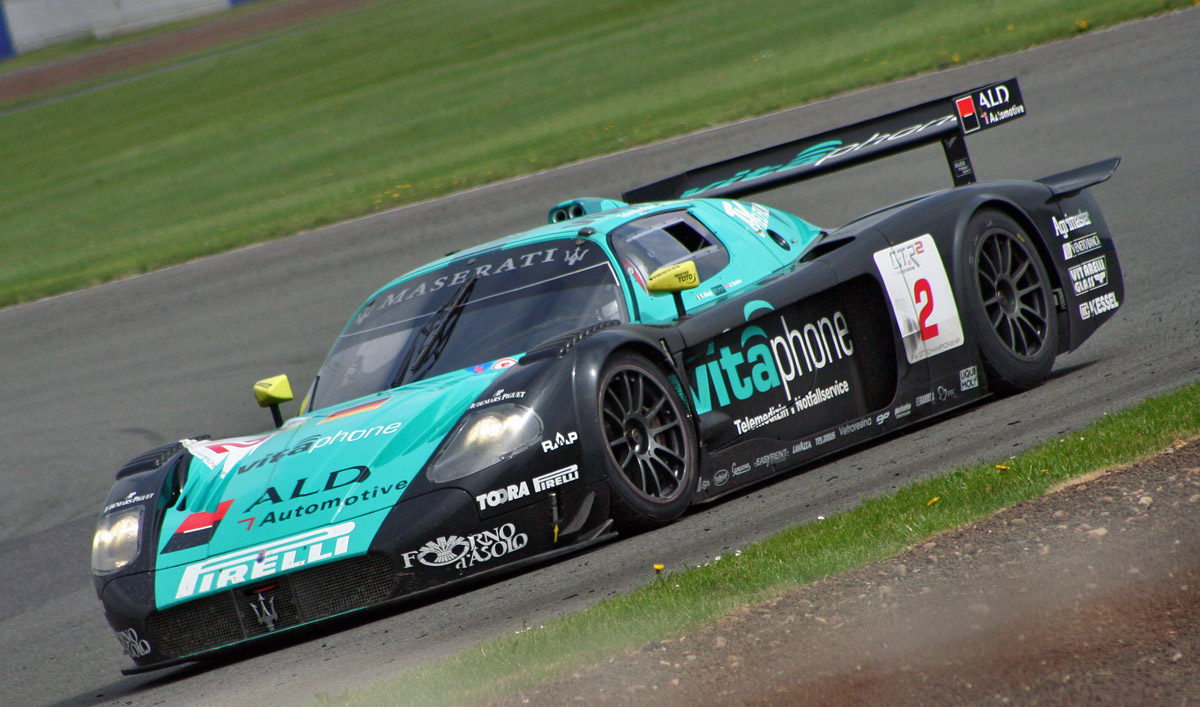
Maserati MC12 Corsa

## Motorsport

### Grand Prix-racing
Alfieri Maserati hade byggt tävlingsbilar åt Diotto, men när detta företag lade ned verksamheten startade Alfieri eget tillsammans med sina bröder. Bröderna Maserati introducerade sin första Grand Prix-bil Tipo 26 1926. Maserati tävlade med ett eget stall men sålde också bilar till olika privata stall. Under 1930-talet ökade konkurrensen från Alfa Romeo men framför allt från de tyska Silverpilarna och Maserati fokuserade alltmer på mindre voituretter. I USA vann Wilbur Shaw Indianapolis 500 två år i rad 1939 och 1940 med en Tipo 8CTF.
Efter andra världskriget tävlade privatstall som Scuderia Milano och Scuderia Ambrosiana med förkrigsmodellen Tipo 4CL men bilen var föråldrad och hängde inte med konkurrenterna i formel 1. Till 1954 hade Maserati fått fram en vinnarbil i 250F-modellen. Världsmästaren Juan Manuel Fangio startade säsongen i en 250F innan han gick över till Mercedes-Benz. 1957 var Fangio tillbaka hos Maserati och tog sin femte och sista VM-titel.
F1-satsningen kostade stora pengar och i slutet av 1957 drog sig Maserati ur formel 1.

### Sportvagnsracing
Maserati tävlade från första början i de italienska långloppen, som Mille Miglia och Targa Florio. Tipo 4C tillverkades både som formelbil och som sportvagn under trettiotalet. Under 1950-talet tillverkade Maserati en serie mindre sportvagnar för privatkunder. Med 450S-modellen gjorde stallet ett försök att konkurrera om titeln i sportvagns-VM men Maseratis ekonomiska situation tvingade företaget att dra sig ur racingen efter 1957. 
I början av 1960-talet byggde Maserati nya sportvagnar men tävlingarna sköttes av privata stall, som amerikanska Camoradi och den franske Maserati-importören John Simone. Satsningen avslutades sedan Lloyd Casner omkommit inför Le Mans 24-timmars 1965.
Maserati kom tillbaka till motorsporten i mitten av 1990-talet med en enhetsserie kallad Maserati Trofeo, som körs med företagets GT-vagnar. Dessutom deltar MC12 Corsa i internationell GT-racing.

### Motortillverkning
Förutom det egna formel 1-stallet levererade Maserati motorer till flera mindre tillverkare. Företagets senaste engagemang inom F1 var som leverantör av en treliters V12 motor till Cooper i slutet av sextiotalet.